# Coppa CEDEAO 1990
La Coppa CEDEAO 1990 (1990 CEDEAO Cup) fu la quarta edizione della Coppa CEDEAO, competizione calcistica per nazione organizzata dalla Comunità economica degli Stati dell'Africa occidentale (CEDEAO). La competizione si svolse in Nigeria dal 24 gennaio al 28 gennaio 1990 e vide la partecipazione di quattro squadre: Costa d'Avorio, Liberia, Nigeria e Senegal.

## Formula
- Qualificazioni

Nigeria (come paese ospitante), Costa d'Avorio (come detentore del titolo) e Senegal sono qualificati direttamente alla fase finale. Rimangono 3 squadre per 1 posto disponibile per la fase finale.
Girone unico - 3 squadre, giocano partite di sola andata. La prima classificata si qualifica alla fase finale.
- Fase finale

Fase a eliminazione diretta - 4 squadre, giocano partite di sola andata. La vincente si laurea campione CEDEAO.

## Squadre partecipanti
| Pr. | Squadra        | Data di qualificazione certa | Partecipante in quanto                                         | Partecipazioni precedenti al torneo | Ultima presenza     |
| --- | -------------- | ---------------------------- | -------------------------------------------------------------- | ----------------------------------- | ------------------- |
| 1   | Nigeria        | -                            | Rappresentativa della nazione organizzatrice della fase finale | 1 (1983)                            | Costa d'Avorio 1983 |
| 2   | Costa d'Avorio | 23 dicembre 1987             | Rappresentativa della nazione detentrice del titolo            | 3 (1983, 1985, 1987)                | Liberia 1987        |
| 3   | Senegal        | -                            | Qualificata di diritto                                         | 2 (1985, 1987)                      | Liberia 1987        |
| 4   | Liberia        | 29 novembre 1989             | Vincente del Girone unico di qualificazione                    | 1 (1987)                            | Liberia 1987        |

Nella sezione "partecipazioni precedenti al torneo", le date in grassetto indicano che la nazione ha vinto quella edizione del torneo, mentre le date in corsivo indicano la nazione ospitante.

## Fase finale

### Fase a eliminazione diretta

#### Tabellone
|  | Semifinali     | Semifinali     | Semifinali |         |         | Finale          | Finale          | Finale          |  |
|  |                |                |            |         |         |                 |                 |                 |  |
|  | Senegal        | Senegal        | 1          |         |         |                 |                 |                 |  |
|  | Senegal        | Senegal        | 1          |         |         |                 |                 |                 |  |
|  | Liberia        | Liberia        | 0          |         |         |                 |                 |                 |  |
|  | Liberia        | Liberia        | 0          |         | Nigeria | Nigeria         | 0               |                 |  |
|  |                |                |            |         | Nigeria | Nigeria         | 0               |                 |  |
|  |                |                | Senegal    | Senegal | 0       |                 |                 |                 |  |
|  | Nigeria        | Nigeria        | Senegal    | Senegal | 0       | 2               |                 |                 |  |
|  | Nigeria        | Nigeria        |            |         |         | 2               |                 |                 |  |
|  | Costa d'Avorio | Costa d'Avorio | 0          |         |         | Finale 3º posto | Finale 3º posto | Finale 3º posto |  |
|  | Costa d'Avorio | Costa d'Avorio | 0          |         |         |                 |                 |                 |  |
|  |                |                |            |         |         |                 |                 |                 |  |
|  |                |                |            |         |         | Costa d'Avorio  | Costa d'Avorio  | 1               |  |
|  |                |                |            |         |         | Costa d'Avorio  | Costa d'Avorio  | 1               |  |
|  |                |                |            |         |         | Liberia         | Liberia         | 0               |  |

#### Semifinali
| 24 gennaio 1990 | Senegal | 1 – 0 | Liberia |  |

| 25 gennaio 1990 | Nigeria | 2 – 0 | Costa d'Avorio |  |

#### Finale 3º posto
| 27 gennaio 1990 | Costa d'Avorio | 1 – 0 | Liberia |  |

#### Finale
| 28 gennaio 1990 | Nigeria | 0 – 0 (d.t.s.) | Senegal |  |

NB: partita vinta d'ufficio dalla Nigeria perché il Senegal rifiuta di tirare i calci di rigore, reclamando un'insufficiente illuminazione dello stadio..